# Pollenia caerulescens
Pollenia caerulescens este o specie de muște din genul Pollenia, familia Calliphoridae. A fost descrisă pentru prima dată de Macquart în anul 1834.
Este endemică în Franța. Conform Catalogue of Life specia Pollenia caerulescens nu are subspecii cunoscute.